# Центр развития кинематографии в Узбекистане
Центр развития кинематографии Узбекистана создан 18 февраля 2017 года инициативной группой молодых кинематографистов, зарегистрирован Министерством Юстиции Республики Узбекистан. (не путать с Центром развития национальной кинематографии Узбекистана)

Центр развития кинематографии считается первой негосударственной, некоммерческой организацией Узбекистана в сфере кинематографии.
На сегодняшний день Центр развития кинематографии является учредителем Национальной кинокомиссии Узбекистана и Совета молодых кинематографистов.

## Деятельность
Официальная церемония открытия центра состоялась 3 мая 2017 года.
Центр регулярно организует конкурсы молодых кинематографистов. В конкурсе могут принять участие начинающие режиссёры, предоставить свои авторские проекты короткометражных фильмов.
8 августа 2017 года Центр подписал меморандум о взаимопонимании с Союзом молодежи Узбекистана. Согласно меморандуму была учреждена негосударственная некоммерческая организация «Совет молодых кинематографистов».
Первый имиджевый видеоролик центра, «Welcome to Bukhara» был показан во многих странах мира, например в Италии, Польши, странах Средней Азии. Благодаря «Welcome to Bukhara» был открыт первый тур с Италии в Узбекистан в августе 2017 года.
Короткометражный фильм «Она», режиссера Мухлисы Азизовой, был снят с помощью Центра развития кинематографии и участвовал во многих международных фестивалях.
- Short Film Corner Festival de Cannes 2017;
- Cyprus International Film Festival 2017;
- XIII Eurasia international film festival (Астана);
- International Inter University Short Film Festival-IIUSFF 2017 (Дакка);
- BALINALE-2017 и т. п.

Был признан как «Лучший короткометражный фильм года» на фестивале «PROlogue — 2017» в Ташкенте.
Съемки сериала под названием «Юбилейный встречный» российского телеканала НТВ осуществлялись при поддержке Центра развития кинематографии в Узбекистане. Главную роль в сериале исполнил народный артист России Владимир Машков. Режиссёром картины является Карен Оганесян.
Центр в феврале 2018 года подписал контракт с дирекцией Каннского кинофестиваля, где впервые в истории республики отечественный павильон «Uzbekistan» развернет свою деятельность.